# Новое Алтышево
Но́вое Алты́шево (чув. Çĕнĕ Алтышево) — посёлок Алатырского района Чувашской Республики. Относится к Алтышевскому сельскому поселению.

## География
Посёлок расположен в 8 км к востоку от районного центра, Алатыря. Ближайшая железнодорожная станция Алатырь там же. Посёлок расположен на левом берегу реки Бездна. Расстояние до центра поселения — 17,5 км по автодорогам на север.

## История
Посёлок Алтышевские Выселки впервые упоминается в 1924 году, хотя в качестве дат основания фигурируют и 1917, и 1921 год. Первыми жителями были переселенцы из села Алтышево, мордва (эрзяне) и русские, этим и обусловлено название. На месте, где расположился посёлок, планировалась прокладка железной дороги Алатырь — Симбирск, что так и не было реализовано. Занятиями населения посёлка были земледелие, животноводство, пчеловодство, лесные промыслы.
В 1930 году создан колхоз «Красная Звезда». 
В 1936 году посёлок переименован в Новое Алтышево. 
В 1939 году в посёлке была открыта вечерняя школа. Позднее был организован клуб (до настоящего времени ни школа, ни клуб не сохранились). 
В 1951 году колхоз «Красная Звезда» объединился с восемью другими колхозами засурских деревень. Позднее колхоз неоднократно реорганизовывался. Максимальная численность хозяйств в посёлке насчитывалась около 1960 года (89 хозяйств). С 1983 года объединённый колхоз, к настоящему времени преобразованный в сельскохозяйственный кооператив, называется «Знамя».

### Административная принадлежность
С 1924 по 1927 года посёлок относился к Алатырской волости Алатырского уезда, с 1927 года — к Засурско-Безднинскому (Засурскому в 1935—1939 годах) сельсовету Алатырского района. В 2004 году Засурско-Безднинский сельсовет включён в Алтышевское сельское поселение.

## Население
| 2010 | 2012 |
| ---- | ---- |
| 46   | ↗48  |

Число дворов и жителей:
- 1924 год — 22 двора, 145 человек.
- 1927 год — 28 дворов, 96 мужчин, 95 женщин.
- 1939 год — 122 мужчины, 156 женщин.
- 1979 год — 76 мужчин, 111 женщин.
- 2002 год — 40 дворов, 77 человек: 36 мужчин, 41 женщина, мордва (83 %)[6].
- 2010 год — 27 частных домохозяйств, 46 человек: 21 мужчина, 25 женщин[2].